# Shootboxen
Shootboxen ist eine Kampfsportart, in welcher Tritte, Schläge, Würfe und Aufgabegriffe im Stand erlaubt sind. Es wurde von Caesar Takeshi als Derivat des Kickboxens entwickelt.

## Geschichte
Das Shootboxen wurde im August 1985 von dem ehemaligen Kickboxer Caesar Takeshi entwickelt. Als Vorbild nutzte er Stile wie Kickboxen und Shooto. Die erste Shootboxveranstaltung fand am 1. September 1985 statt.

## Kämpfe
Shootboxkämpfe werden in zwei Klassen aufgeteilt: die Expert Class und die Freshman Class. Die Expert-Class-Kämpfe gehen über drei Runden a fünf Minuten; bei den Freshman-Class-Kämpfen drei Runden a drei Minuten. Bei einem Unentschieden folgen in beiden Fällen weitere Runden a drei Minuten. Die Pause zwischen den Runden beträgt immer eine Minute.

## Reglement
Eine Möglichkeit, ein Shootbox-Match zu gewinnen, ist der Knockout. Dies kann auf drei Arten geschehen:
1. Ein Kämpfer wird niedergeschlagen und vermag es nicht, aufzustehen, bis der Ringrichter bis zehn gezählt hat.
2. Ein Kämpfer steht wieder auf, vermag es aber nicht, eine Kampfhaltung einzunehmen, bis der Ringrichter bis acht gezählt hat.
3. Ein Kämpfer fällt aus dem Ring und vermag es nicht, wieder in den Ring zu kommen, bis der Ringrichter bis 20 gezählt hat.

Der Ringrichter kann einen Kampf auch abbrechen, wenn er bemerkt, dass einer der beiden Kämpfer nicht mehr kampffähig oder bewusstlos ist. Des Weiteren gibt es technische Knockouts. Diese treten ein, wenn ein Kämpfer verletzt ist, zweimal innerhalb einer Runde niedergeschlagen wird oder der Betreuer in der Ecke des Kämpfers das Handtuch wirft. Außerdem wird ein Kampf abgebrochen, wenn der Ringarzt durch die Fortführung des Kampfes die Gesundheit eines Kämpfers für gefährdet hält.
Wenn der Kampf nicht durch einen Knockout oder technischen Knockout entschieden wird, wird der Gewinner bestimmt. Die Bestimmung erfolgt durch die Effektivität der Angriffs- und Abwehrtechniken, den Erfolg beim Ansetzen und Abwehren von Aufgabegriffen und die Nähe zum Beenden des Kampfes. Diese Bestimmung kann auch in einem Unentschieden enden.

### Fouls
Einige Kampfhandlungen werden als Fouls gewertet. Nach drei Verwarnungen wegen Fouls wird der Kämpfer disqualifiziert und der Gegner zum Gewinner erklärt. Es gibt verschiedene Arten von Fouls:
1. Kopfstoß
2. Schlag oder Tritt in den Unterleib
3. Beißen
4. Den Gegner angreifen, während dieser fällt oder aufsteht
5. Den Gegner angreifen, nachdem der Ringrichter den Kampf unterbrochen hat
6. Benutzen der Ringseile für Angriff oder Abwehr
7. Akustisches Provozieren des Gegners oder des Ringrichters
8. Schlag oder Tritt gegen den Hinterkopf
9. Abknien oder mit den Händen abstützen, um einen Angriff abzuwehren
10. Den Gegner absichtlich aus dem Ring befördern
11. Den Ring absichtlich verlassen

Eine Disqualifikation wird ausgesprochen, wenn
1. ein Kämpfer wegen drei absichtlichen Fouls verwarnt worden ist,
2. ein Kämpfer nicht den Weisungen des Ringrichters folgt,
3. ein Kämpfer zu Beginn einer neuen Runde nicht mehr antritt/antreten kann,
4. ein Kämpfer ein brutales, nicht sportliches Verhalten zeigt,
5. ein Kämpfer vom Ringarzt für nicht mehr kampffähig erklärt wird.

| Dieser Artikel basiert ganz oder teilweise auf dem Artikel Shootboxen vom 22. März 2007 aus dem MartialArtsWiki und steht unter der GNU Free Documentation License. Im MartialArtsWiki ist eine Liste der Autoren verfügbar. |